# Horki
Horki (hviderussisk: Го́ркі, tr. Horki; russisk: Горки, tr. Gorki) er en by i det østlige Hviderusland i Mahiljow voblast med 32.777(2009) indbyggere. Byen ligger ved floden Pronja, en biflod til Dnepr.

## Historie
Horki blev første gang nævnt i skriftlige kilder i 1544 som en landsby. Først kendte ejer var prins Drutski-Gorski. Siden 1584 ejedes Horki af Sapegas. I 1600-tallet i blev landsbyen en central del af Gory-Horki godset. Indtil 1800-tallet blev landsbyen kaldt Gory-Horki. Markeder blev regelmæssigt afholdt i Horki. I 1683 var der 510 huse og tre markeder, hvor købmænd fra Hviderusland og Rusland solgte deres varer.